# Cantonul Bonnières-sur-Seine
Cantonul Bonnières-sur-Seine este un canton din arondismentul Mantes-la-Jolie, departamentul Yvelines, regiunea Île-de-France , Franța.

## Comune
- Bennecourt
- Blaru
- Boissy-Mauvoisin
- Bonnières-sur-Seine (reședință)
- Bréval
- Chaufour-lès-Bonnières
- Cravent
- Favrieux
- Fontenay-Mauvoisin
- Freneuse
- Gommecourt
- Jeufosse
- Jouy-Mauvoisin
- Limetz-Villez
- Lommoye
- Ménerville
- Méricourt
- Moisson
- Mousseaux-sur-Seine
- Neauphlette
- Perdreauville
- Port-Villez
- Rolleboise
- Saint-Illiers-la-Ville
- Saint-Illiers-le-Bois
- Le Tertre-Saint-Denis
- La Villeneuve-en-Chevrie